# Tổng thống Liberia
Tổng thống Cộng hòa Liberia là người đứng đầu Nhà nước và Chính phủ Liberia. Tổng thống là người đứng đầu cơ quan hành pháp và là Tổng tư lệnh Lực lượng Vũ trang của Liberia.
Trước khi độc lập vào năm 1847, quyền hành pháp tại Cộng đồng Liberia được tổ chức bởi Thống đốc Liberia, người được Hội thuộc địa Mỹ bổ nhiệm. Hiến pháp 1847 đã chuyển quyền điều hành của thống đốc sang tổng thống, phần lớn được mô phỏng theo quyền hạn tổng thống của Hoa Kỳ.
Từ năm 1847 đến năm 1980, tổng thống chỉ do những người Liberia gốc Mỹ, những người định cư Mỹ gốc của Liberia và con cái của họ nắm giữ. Chế độ hai đảng đầu tiên, với Đảng Cộng hòa và Đảng Whig Thực sự, đã kết thúc năm 1878 khi cuộc bầu cử của Anthony W. Gardiner đánh dấu sự bắt đầu của 102 năm cai trị của đảng duy nhất bởi Whig Thật sự. Sau một cuộc đảo chính bởi các sĩ quan quân đội bất mãn do Samuel Doe cầm đầu năm 1980, chức vụ tổng thống đã bị bỏ trống cho tới khi bầu Doe trong cuộc tổng tuyển cử năm 1985. Sau khi lật đổ Doe vào năm 1990, chức vụ tổng thống đã bị bỏ trống bảy năm trong cuộc Nội chiến Liberia lần đầu. Một lần nữa trong hai năm sau khi kết thúc Cuộc Nội chiến lần thứ hai của Liberia năm 2003.
Theo Hiến pháp năm 1986, tổng thống được bầu cử trực tiếp bởi các cử tri có đủ điều kiện với thời hạn sáu năm, có thể được gia hạn một lần. Nhìn chung, 22 cá nhân đã từng làm tổng thống. Vào ngày 16 tháng 1 năm 2006, Ellen Johnson Sirleaf tuyên thệ nhậm chức tổng thống thứ hai và thứ tư, làm cho cô trở thành tổng thống nữ được bầu đầu tiên ở châu Phi.

## Lịch sử
Sau khi thành lập Liên bang Liberia năm 1838, quyền hành pháp đã được trao cho Thống đốc Liberia, người được bổ nhiệm và phục vụ theo sự phê chuẩn của Hội thuộc địa Mỹ. Thống đốc đầu tiên, Thomas Buchanan, phục vụ từ năm 1838 đến khi qua đời vào năm 1841. Ông Joseph Jenkins Roberts, người thống đốc da đen đầu tiên của Liberia, đã thành công.
Sau khi độc lập năm 1847, Roberts được bầu làm tổng thống đầu tiên của Liberia. Hiến pháp 1847 đã phủ nhận cuộc bỏ phiếu cho dân bản địa bằng cách yêu cầu cử tri sở hữu bất động sản. Kết quả là, tổng thống chỉ được duy trì bởi Americo-Liberians cho đến năm 1980, khi một cuộc đảo chính quân sự do Samuel Doe, một dân tộc Krahn, dẫn đầu đã lật đổ và giết Tổng thống William R. Tolbert Jr.
Tổng thống bị bỏ trống từ năm 1980 đến năm 1986, với quyền hành pháp do Doe nắm giữ làm người đứng đầu Hội đồng Cứu chuộc Nhân dân. Doe sau đó được bầu làm tổng thống trong cuộc tổng tuyển cử năm 1985, làm cho ông ta là vị tổng thống đầu tiên bên ngoài tầng lớp ưu tú Americo-Liberia. Doe sau đó bị lật đổ và bị sát hại vào năm 1990 sau khi bắt đầu cuộc Nội chiến ở Liberia, trong đó tổng thống vẫn còn trống.
Sau cuộc tổng tuyển cử năm 1997, Charles Taylor giữ chức vụ tổng thống cho đến khi ông từ chức vào ngày 11 tháng 8 năm 2003 như là một phần của thỏa thuận hòa bình để kết thúc cuộc Nội chiến thứ hai của Liberia. Người kế nhiệm ông là ông Moses Blah đã nhượng quyền hành pháp vào ngày 13 tháng 10 năm đó cho Gyude Bryant, Chủ tịch của Chính phủ Quốc gia Chuyển tiếp Liberia. Tổng thống được tiếp tục vào ngày 16 tháng 1 năm 2006 sau cuộc bầu cử năm 2005 của Ellen Johnson Sirleaf là nữ tổng thống đầu tiên.

## Thời hạn và bầu cử
Theo Hiến pháp 1847 ban đầu, tổng thống được bầu vào nhiệm kỳ hai năm, và được tăng lên bốn năm vào ngày 7 tháng 5 năm 1907. Theo sửa đổi này, một tổng thống mới sẽ phục vụ trong tám năm và có thể được bầu lại với [[giới hạn hạn định] không hạn chế] bốn năm điều khoản. Trong nhiệm kỳ của William R. Tolbert, Jr., Hiến pháp đã được sửa đổi để hạn chế tổng thống chỉ trong một nhiệm kỳ 8 năm; vào năm 1976, tiếng nói trong Lập pháp đã được nâng lên để trở lại hệ thống trước đó, nhưng Tolbert tuyên bố ủng hộ hệ thống hiện tại và tuyên bố sẽ phủ quyết bất kỳ sửa đổi hiến pháp nào nhằm loại bỏ hạn ngạch.

## Danh sách tổng thống Liberia
| No.      | Tổng thống (Sinh–Mất)                                 | Tổng thống (Sinh–Mất)              | Tại nhiệm                 | Tại nhiệm                                     | Đảng phái                      | Term (Đắc cử)                                        | Phó Tổng thống                                        | Phó Tổng thống                                        |
| -------- | ----------------------------------------------------- | ---------------------------------- | ------------------------- | --------------------------------------------- | ------------------------------ | ---------------------------------------------------- | ----------------------------------------------------- | ----------------------------------------------------- |
| 1        |                                                       | Joseph Jenkins Roberts (1809–1876) | 3 tháng 1 năm 1848        | 7 tháng 1 năm 1856                            | Độc lập                        | 1. (1847)                                            |                                                       | Nathaniel Brander                                     |
| 1        | 2. (1849)                                             | Joseph Jenkins Roberts (1809–1876) | 3 tháng 1 năm 1848        | 7 tháng 1 năm 1856                            | Độc lập                        |                                                      | Anthony D. Williams                                   |                                                       |
| 1        | 3. (1851)                                             | Joseph Jenkins Roberts (1809–1876) | 3 tháng 1 năm 1848        | 7 tháng 1 năm 1856                            | Độc lập                        |                                                      | Anthony D. Williams                                   |                                                       |
| 1        | 4. (1853)                                             | Joseph Jenkins Roberts (1809–1876) | 3 tháng 1 năm 1848        | 7 tháng 1 năm 1856                            | Độc lập                        |                                                      | Stephen Allen Benson                                  |                                                       |
| 2        |                                                       | Stephen Allen Benson (1816–1865)   | 7 tháng 1 năm 1856        | 4 tháng 1 năm 1864                            | Độc lập                        | 5. (1855)                                            |                                                       | Beverly Page Yates                                    |
| 2        | 6. (1857)                                             | Stephen Allen Benson (1816–1865)   | 7 tháng 1 năm 1856        | 4 tháng 1 năm 1864                            | Độc lập                        |                                                      |                                                       | Beverly Page Yates                                    |
| 2        | 7. (1859)                                             | Stephen Allen Benson (1816–1865)   | 7 tháng 1 năm 1856        | 4 tháng 1 năm 1864                            | Độc lập                        |                                                      | Daniel Bashiel Warner                                 |                                                       |
| 2        | 8. (1861)                                             | Stephen Allen Benson (1816–1865)   | 7 tháng 1 năm 1856        | 4 tháng 1 năm 1864                            | Độc lập                        |                                                      | Daniel Bashiel Warner                                 |                                                       |
| 3        |                                                       | Daniel Bashiel Warner (1815–1880)  | 4 tháng 1 năm 1864        | 6 tháng 1 năm 1868                            | Đảng Cộng hòa                  | 9. (1863)                                            |                                                       | James M. Priest                                       |
| 3        | 10. (1865)                                            | Daniel Bashiel Warner (1815–1880)  | 4 tháng 1 năm 1864        | 6 tháng 1 năm 1868                            | Đảng Cộng hòa                  |                                                      |                                                       | James M. Priest                                       |
| 4        |                                                       | James Spriggs Payne (1819–1882)    | 6 tháng 1 năm 1868        | 3 tháng 1 năm 1870                            | Đảng Cộng hòa                  | 11. (1867)                                           |                                                       | Joseph Gibson                                         |
| 5        |                                                       | Edward James Roye (1815–1872)      | 3 tháng 1 năm 1870        | 26 tháng 10 năm 1871 (Từ chức)                | Đảng True Whig                 | 12. (1869)                                           |                                                       | James Skivring Smith                                  |
| 6        |                                                       | James Skivring Smith (1825–1892)   | 26 tháng 10 năm 1871      | tháng 1 năm 1872                              | Đảng True Whig                 | 12. (1869)                                           | Không có (26 tháng 10 năm 1871 – 1 tháng 1 năm 1872)  | Không có (26 tháng 10 năm 1871 – 1 tháng 1 năm 1872)  |
| 7        |                                                       | Joseph Jenkins Roberts (1809–1876) | 1 tháng 1 năm 1872        | 3 tháng 1 năm 1876 (Qua đời khi đương chức)   | Đảng Cộng hòa                  | 13. (1871)                                           |                                                       | Anthony W. Gardiner                                   |
| 7        | 14. (1873)                                            | Joseph Jenkins Roberts (1809–1876) | 1 tháng 1 năm 1872        | 3 tháng 1 năm 1876 (Qua đời khi đương chức)   | Đảng Cộng hòa                  |                                                      |                                                       | Anthony W. Gardiner                                   |
| 8        |                                                       | James Spriggs Payne (1819–1882)    | 3 tháng 1 năm 1876        | 7 tháng 1 năm 1878                            | Đảng Cộng hòa                  | 15. (1875)                                           |                                                       | Charles Harmon                                        |
| 9        |                                                       | Anthony W. Gardiner (1820–1885)    | 7 tháng 1 năm 1878        | 20 tháng 1 năm 1883 (Bị lật đổ)               | Đảng True Whig                 | 16. (1877)                                           |                                                       | Alfred Francis Russell                                |
| 9        | 17. (1879)                                            | Anthony W. Gardiner (1820–1885)    | 7 tháng 1 năm 1878        | 20 tháng 1 năm 1883 (Bị lật đổ)               | Đảng True Whig                 |                                                      |                                                       | Alfred Francis Russell                                |
| 9        | 18. (1881)                                            | Anthony W. Gardiner (1820–1885)    | 7 tháng 1 năm 1878        | 20 tháng 1 năm 1883 (Bị lật đổ)               | Đảng True Whig                 |                                                      |                                                       | Alfred Francis Russell                                |
| 10       |                                                       | Alfred Francis Russell (1817–1884) | 20 tháng 1 năm 1883       | 7 tháng 1 năm 1884                            | True Whig Party                | Không có (20 tháng 1 năm 1883 – 7 tháng 1 năm 1884)  | Không có (20 tháng 1 năm 1883 – 7 tháng 1 năm 1884)   |                                                       |
| 11       |                                                       | Hilary R. W. Johnson (1837–1901)   | 7 tháng 1 năm 1884        | 4 tháng 1 năm 1892                            | Đảng True Whig                 | 19. (1883)                                           |                                                       | James Thompson                                        |
| 11       | 20. (1885)                                            | Hilary R. W. Johnson (1837–1901)   | 7 tháng 1 năm 1884        | 4 tháng 1 năm 1892                            | Đảng True Whig                 |                                                      |                                                       | James Thompson                                        |
| 11       | 21. (1887)                                            | Hilary R. W. Johnson (1837–1901)   | 7 tháng 1 năm 1884        | 4 tháng 1 năm 1892                            | Đảng True Whig                 |                                                      |                                                       | James Thompson                                        |
| 11       | 22. (1889)                                            | Hilary R. W. Johnson (1837–1901)   | 7 tháng 1 năm 1884        | 4 tháng 1 năm 1892                            | Đảng True Whig                 |                                                      |                                                       | James Thompson                                        |
| 12       |                                                       | Joseph James Cheeseman (1843–1896) | 4 tháng 1 năm 1892        | 12 tháng 12 năm 1896 (Qua đời khi đương chức) | Đảng True Whig                 | 23. (1891)                                           |                                                       | William D. Coleman                                    |
| 12       | 24. (1893)                                            | Joseph James Cheeseman (1843–1896) | 4 tháng 1 năm 1892        | 12 tháng 12 năm 1896 (Qua đời khi đương chức) | Đảng True Whig                 |                                                      |                                                       | William D. Coleman                                    |
| 12       | 25. (1895)                                            | Joseph James Cheeseman (1843–1896) | 4 tháng 1 năm 1892        | 12 tháng 12 năm 1896 (Qua đời khi đương chức) | Đảng True Whig                 |                                                      |                                                       | William D. Coleman                                    |
| 13       |                                                       | William D. Coleman (1842–1908)     | 12 tháng 11 năm 1896      | 11 tháng 12 năm 1900                          | True Whig Party                | Không có (12 tháng 11 năm 1896 – 3 tháng 1 năm 1898) | Không có (12 tháng 11 năm 1896 – 3 tháng 1 năm 1898)  |                                                       |
| 13       | 26. (1897)                                            | William D. Coleman (1842–1908)     | 12 tháng 11 năm 1896      | 11 tháng 12 năm 1900                          | True Whig Party                |                                                      | Joseph J. Ross                                        |                                                       |
| 13       | 27. (1899)                                            | William D. Coleman (1842–1908)     | 12 tháng 11 năm 1896      | 11 tháng 12 năm 1900                          | True Whig Party                |                                                      | Joseph J. Ross                                        |                                                       |
| 13       | Không có (24 tháng 10 năm 1899 – 3 tháng 1 năm 1902)  | William D. Coleman (1842–1908)     | 12 tháng 11 năm 1896      | 11 tháng 12 năm 1900                          | True Whig Party                |                                                      |                                                       |                                                       |
| 14       |                                                       | Garretson W. Gibson (1832–1910)    | 11 tháng 12 năm 1900      | 4 tháng 1 năm 1904                            | Đảng True Whig                 |                                                      |                                                       |                                                       |
| 14       | 28. (1901)                                            | Garretson W. Gibson (1832–1910)    | 11 tháng 12 năm 1900      | 4 tháng 1 năm 1904                            | Đảng True Whig                 |                                                      | Joseph D. Summerville                                 |                                                       |
| 15       |                                                       | Arthur Barclay (1854–1938)         | 4 tháng 1 năm 1904        | 1 tháng 1 năm 1912                            | True Whig Party                | 29. (1903)                                           | Joseph D. Summerville                                 |                                                       |
| 15       | Không có (27 tháng 7 năm 1905 – 1 tháng 1 năm 1906)   | Arthur Barclay (1854–1938)         | 4 tháng 1 năm 1904        | 1 tháng 1 năm 1912                            | True Whig Party                | 29. (1903)                                           |                                                       |                                                       |
| 15       | 30. (1905)                                            | Arthur Barclay (1854–1938)         | 4 tháng 1 năm 1904        | 1 tháng 1 năm 1912                            | True Whig Party                |                                                      | J. J. Dossen                                          |                                                       |
| 15       | 31. (1907)                                            | Arthur Barclay (1854–1938)         | 4 tháng 1 năm 1904        | 1 tháng 1 năm 1912                            | True Whig Party                |                                                      | J. J. Dossen                                          |                                                       |
| 16       |                                                       | Daniel Edward Howard (1861–1935)   | 1 tháng 1 năm 1912        | 5 tháng 1 năm 1920                            | Đảng True Whig                 | 32. (1911)                                           |                                                       | Samuel George Harmon                                  |
| 16       | 33. (1915)                                            | Daniel Edward Howard (1861–1935)   | 1 tháng 1 năm 1912        | 5 tháng 1 năm 1920                            | Đảng True Whig                 |                                                      |                                                       | Samuel George Harmon                                  |
| 17       |                                                       | Charles D. B. King (1875–1961)     | 5 tháng 1 năm 1920        | 3 tháng 12 năm 1930 (Bị lật đổ)               | Đảng True Whig                 | 34. (1919)                                           |                                                       | Samuel Alfred Ross                                    |
| 17       | 35. (1923)                                            | Charles D. B. King (1875–1961)     | 5 tháng 1 năm 1920        | 3 tháng 12 năm 1930 (Bị lật đổ)               | Đảng True Whig                 |                                                      | Henry Too Wesley                                      |                                                       |
| 17       | 36. (1927)                                            | Charles D. B. King (1875–1961)     | 5 tháng 1 năm 1920        | 3 tháng 12 năm 1930 (Bị lật đổ)               | Đảng True Whig                 |                                                      | Allen Yancy                                           |                                                       |
| 18       | 36. (1927)                                            |                                    | Edwin Barclay (1882–1955) | 3 tháng 12 năm 1930                           | 3 tháng 1 năm 1944             | Đảng True Whig                                       |                                                       | James Skivring Smith, Jr.                             |
| 18       | 37. (1931)                                            |                                    | Edwin Barclay (1882–1955) | 3 tháng 12 năm 1930                           | 3 tháng 1 năm 1944             | Đảng True Whig                                       |                                                       | James Skivring Smith, Jr.                             |
| 18       | 38. (1939)                                            |                                    | Edwin Barclay (1882–1955) | 3 tháng 12 năm 1930                           | 3 tháng 1 năm 1944             | Đảng True Whig                                       |                                                       | James Skivring Smith, Jr.                             |
| 19       |                                                       | William Tubman (1895–1971)         | 3 tháng 1 năm 1944        | 23 tháng 7 năm 1971 (Qua đời khi đương chức)  | True Whig Party                | 39. (1943)                                           |                                                       | Clarence Lorenzo Simpson                              |
| 19       | 40. (1951)                                            | William Tubman (1895–1971)         | 3 tháng 1 năm 1944        | 23 tháng 7 năm 1971 (Qua đời khi đương chức)  | True Whig Party                |                                                      | William R. Tolbert Jr.                                |                                                       |
| 19       | 41. (1955)                                            | William Tubman (1895–1971)         | 3 tháng 1 năm 1944        | 23 tháng 7 năm 1971 (Qua đời khi đương chức)  | True Whig Party                |                                                      | William R. Tolbert Jr.                                |                                                       |
| 19       | 42. (1959)                                            | William Tubman (1895–1971)         | 3 tháng 1 năm 1944        | 23 tháng 7 năm 1971 (Qua đời khi đương chức)  | True Whig Party                |                                                      | William R. Tolbert Jr.                                |                                                       |
| 19       | 43. (1963)                                            | William Tubman (1895–1971)         | 3 tháng 1 năm 1944        | 23 tháng 7 năm 1971 (Qua đời khi đương chức)  | True Whig Party                |                                                      | William R. Tolbert Jr.                                |                                                       |
| 19       | 44. (1967)                                            | William Tubman (1895–1971)         | 3 tháng 1 năm 1944        | 23 tháng 7 năm 1971 (Qua đời khi đương chức)  | True Whig Party                |                                                      | William R. Tolbert Jr.                                |                                                       |
| 20       |                                                       | William R. Tolbert Jr. (1913–1980) | 23 tháng 7 năm 1971       | 12 tháng 4 năm 1980 (Bị ám sát)               | Đảng True Whig                 | Không có (23 tháng 7 năm 1971 – tháng 4 năm 1972)    | Không có (23 tháng 7 năm 1971 – tháng 4 năm 1972)     | Không có (23 tháng 7 năm 1971 – tháng 4 năm 1972)     |
| 20       | 45. (1971)                                            | William R. Tolbert Jr. (1913–1980) | 23 tháng 7 năm 1971       | 12 tháng 4 năm 1980 (Bị ám sát)               | Đảng True Whig                 | Không có (23 tháng 7 năm 1971 – tháng 4 năm 1972)    | Không có (23 tháng 7 năm 1971 – tháng 4 năm 1972)     | Không có (23 tháng 7 năm 1971 – tháng 4 năm 1972)     |
| 20       | James Edward Greene                                   | William R. Tolbert Jr. (1913–1980) | 23 tháng 7 năm 1971       | 12 tháng 4 năm 1980 (Bị ám sát)               | Đảng True Whig                 |                                                      |                                                       |                                                       |
| 20       | 46. (1975)                                            | William R. Tolbert Jr. (1913–1980) | 23 tháng 7 năm 1971       | 12 tháng 4 năm 1980 (Bị ám sát)               | Đảng True Whig                 |                                                      |                                                       |                                                       |
| 20       | Không có (22 tháng 7 năm 1977 – 31 tháng 10 năm 1977) | William R. Tolbert Jr. (1913–1980) | 23 tháng 7 năm 1971       | 12 tháng 4 năm 1980 (Bị ám sát)               | Đảng True Whig                 |                                                      |                                                       |                                                       |
| 20       | Bennie Dee Warner                                     | William R. Tolbert Jr. (1913–1980) | 23 tháng 7 năm 1971       | 12 tháng 4 năm 1980 (Bị ám sát)               | Đảng True Whig                 |                                                      |                                                       |                                                       |
| Không có | Không có                                              | Không có                           | 12 tháng 4 năm 1980       | 6 tháng 1 năm 1986                            |                                |                                                      |                                                       |                                                       |
| 21       |                                                       | Samuel Doe (1951–1990)             | 6 tháng 1 năm 1986        | 9 tháng 12 năm 1990 (Bị ám sát)               | Đảng Dân chủ Quốc gia          | 47. (1985)                                           |                                                       | Harry Moniba                                          |
| Không có | Không có                                              | Không có                           | 9 tháng 9 năm 1990        | 2 tháng 8 năm 1997                            |                                |                                                      |                                                       |                                                       |
| 22       |                                                       | Charles Taylor (1948–)             | 2 tháng 8 năm 1997        | 11 tháng 8 năm 2003 (Bị lật đổ)               | Đảng Ái quốc Quốc gia          | 48. (1997)                                           |                                                       | Enoch Dogolea                                         |
| 22       | Không có (24 tháng 6 năm 2000 – 24 tháng 7 năm 2000)  | Charles Taylor (1948–)             | 2 tháng 8 năm 1997        | 11 tháng 8 năm 2003 (Bị lật đổ)               | Đảng Ái quốc Quốc gia          | 48. (1997)                                           |                                                       |                                                       |
| 22       | Moses Blah                                            | Charles Taylor (1948–)             | 2 tháng 8 năm 1997        | 11 tháng 8 năm 2003 (Bị lật đổ)               | Đảng Ái quốc Quốc gia          | 48. (1997)                                           |                                                       |                                                       |
| 23       |                                                       | Moses Blah (1947–2013)             | 11 tháng 8 năm 2003       | 14 tháng 10 năm 2003 (Bị lật đổ)              | Đảng Ái quốc Quốc gia          | 48. (1997)                                           | Không có (11 tháng 8 năm 2003 – 14 tháng 10 năm 2003) | Không có (11 tháng 8 năm 2003 – 14 tháng 10 năm 2003) |
| Không có | Không có                                              | Không có                           | 14 tháng 10 năm 2003      | 16 tháng 1 năm 2006                           |                                |                                                      |                                                       |                                                       |
| 24       |                                                       | Ellen Johnson Sirleaf (1938–)      | 16 tháng 1 năm 2006       | 22 tháng 1 năm 2018                           | Đảng Liên hiệp                 | 49. (2005)                                           |                                                       | Joseph Boakai                                         |
| 24       | 50. (2011)                                            | Ellen Johnson Sirleaf (1938–)      | 16 tháng 1 năm 2006       | 22 tháng 1 năm 2018                           | Đảng Liên hiệp                 |                                                      |                                                       | Joseph Boakai                                         |
| 25       |                                                       | George Weah (1966–)                | 22 tháng 1 năm 2018       | 22 tháng 1 năm 2024                           | Congress for Democratic Change | 51. (2017)                                           |                                                       | Jewel Taylor                                          |
| 26       |                                                       | Joseph Boakai (1944-)              | 22 tháng 1 năm 2024       | đương nhiệm                                   | Đảng Liên hiệp                 | 52. (2023)                                           |                                                       | Jeremiah Koung                                        |